# Степан Крашенинников
Степан Петрович Крашенинников (на руски: Степа́н Петро́вич Крашени́нников) e руски ботаник, етнограф, географ и пътешественик, изследовател на Сибир и Камчатка. Автор на известната книга „Описание на земята Камчатка“ (1756). Сътрудник по естествена история и ботаника в Санктпетербургската академия на науките (1745).

## Ранни години (1711 – 1733)
Роден е на 11 ноември 1711 година в Москва, Русия, в бедно семейство на войник. В периода 1724 – 1732 учи в Славяно-гръко-латинската академия. В края на 1732 е изпратен в Санктпетербурския университет за придобиване на знания по физика, география и естествена история. Крашенинников е сред 12-те най-добри ученици, които са изпратени от Петербургската академия на науките за участие във Втората Камчатска експедиция.

## Пътешествие по Сибир и Камчатка (1733 – 1741)

### Пътешествие по Сибир (1733 – 1736)
От 1733 до 1736 Крашенинников съпровожда академик Йохан Георг Гмелин в неговото пътешествие по Сибир. Пътният дневник, който той води и отчетите от пътешествието съдържат сведения по ботаника, етнография, зоология, история и география на Сибир, речници по тунгуски и бурятски език. Провеждат исторически и географски изследвания, изучават флората и фауната, извършват метеорологични наблюдения, интересуват се от бита и живота на населението, събират хербарии. В района на Красноярск Крашенинников изследва две пещери със скални рисунки от първобитни хора, като по този начин става първият руски спелеолог.
През лятото на 1735 изследва и описва топлите минерални извори по поречието на река Онон.
През 1736 от Иркутск Крашенинников посещава и описва находищата на слюди по крайбрежието на езерото Байкал, изследва остров Олхон, след което се добира до горещите минерални извори покрай река Баргузин и накрая подробно характеризира находищата на сол в изворите на река Вилюй. В края на 1736 по река Лена се спуска до Якутск, където зимува.

### Пътешествие по Камчатка (1737 – 1741)
По време на зимуването в Якутск на Крашенинников е разпоредено да отиде на Камчатка, където в продължение на четири години при изключително трудни условия провежда научни изследвания, метеорологични наблюдения, изучава бита, традициите и обичаите на ителмените и коряките, извършва маршрутни картирания.
През 1738 два пъти пресича полуострова в южната му част, между устието на река Болшая и залива Авача. Изследва вулкана Авачинска Сопка (2741 м) и югозападното крайбрежие на Камчатка и Курилското езеро (51°25′ с. ш. 157°10′ и. д. / 51.416667° с. ш. 157.166667° и. д.) и прави първото описание на камчатските гейзери.
От ноември 1738 до април 1739 изследва западния бряг на полуострова от устието на Болшая до 54º 30` с.ш. и за трети път пресича Камчатка, този път в североизточно направление. Изследва цялото течение на река Камчатка (758 км) и източното крайбрежие на полуострова от устието на реката до залива Авача и за четвърти път пресича полуострова от изток на запад.
От август 1739 до март 1740 за пети път пресича Камчатка в североизточно направление от Уст Болшерецк до Нижнекамчатск и изследва източното крайбрежие на полуострова между устията на реките Камчатка и Карага.
Пресича за шести път северната, най-тясна част на Камчатка и изследва северозападния бряг на полуострова между устията на реките Горска и Тигил и за седми път пресича Камчатка в югоизточно направление до Нижнекамчатск. Връща се в Уст Болшерецк по течението на река Камчатка, като по този начин за осми път пресича полуострова.
В края на 1740 Крашенинников за девети път пресича полуострова от запад на изток, а през февруари и март 1741 за десети път – от изток на запад, като изследва река Облуковина и крайбрежието между устието ѝ и устието на река Колпакова.
Десетократното пресичане на Камчатка дава на Крашенинников основание да направи обобщена характеристика на релефа:
„Полуострова в голямата си част е планински. Планините от южния край се простират в непрекъсната верига на север (Средищния хребет), като разделят полуострова почти по средата. От нея излизат странични хребети, които постепенно се губят в крайбрежните равнини“.
Той описва четирите източни камчатски полуострови – Шипунски, Кроноцки, Камчатски и Езерен и заливите между тях – Кроноцки, Камчатски и Езерен. Проследява теченията на редица реки, в т.ч. река Камчатка (758 км), описва редица езера, включително Нерпиче и Кроноцко. Лично изследва и описва редица вулкани – Авачинска сопка, Корякска сопка, Кроноцка сопка, Толбачик и най-високия вулкан в Евразия Ключевская сопка (4750 м).
Общата дължина на полевите му маршрути надминава 5200 км, от които над 1700 по крайбрежието и над 3500 – във вътрешността. Освен като геолог и географ Крашенинников се изявява и като опитен ботаник, зоолог, историк, етнограф и лингвист.

## Следващи години (1741 – 1755)
През юни 1741 напуска Камчатка и през 1742 се завръща в Санкт Петербург вече като зрял изследовател, но още две години го числят като студент. През 1745 получава първото академично звание – адюнкт, а след пет години – професор по естествена история и ботаника.
От 1750 до края на живота си е ректор на Академичния университет и инспектор в Академичната гимназия. През 1754 завършва монументалния си труд, посветен на изследването на Камчатка: „Описание на земята Камчатка“, но той излиза от печат през 1756, една година след неговата смърт на 8 март 1755. Това е най-добрият труд в световната литература на XVIII век, посветен на странознанието. Книгата му, скоро преведена на четири европейски езика, става образец за няколко поколения географи и съхранява значението си до наши дни.

## Памет
Неговото име носят:
- връх Крашенинников в Антарктида;
- вулкан Крашенинников (54°36′ с. ш. 160°16′ и. д. / 54.6° с. ш. 160.266667° и. д., 1856 м) в източната част на п-ов Камчатка;
- залив Крашенинников (52°55′ с. ш. 158°27′ и. д. / 52.916667° с. ш. 158.45° и. д.) на Берингово море, в южната част на залива Авача, на източното крайбрежие на п-ов Камчатка;
- залив Крашенинников (50°18′ с. ш. 155°20′ и. д. / 50.3° с. ш. 155.333333° и. д.) на Охотско море, на северозападното крайбрежие на остров Парамушир от Курилските о-ви;
- нос Крашенинников (58°27′ с. ш. 163°29′ и. д. / 58.45° с. ш. 163.483333° и. д.), най-южната точка на остров Карагински в Берингово море;
- нос Крашенинников (74°07′ с. ш. 58°32′ и. д. / 74.116667° с. ш. 58.533333° и. д.), на източния бряг на Северния остров на Нова земя;
- остров Крашенинников в залива Авача, на източното крайбрежие на п-ов Камчатка;
- полуостров Крашенинников (52°55′ с. ш. 158°30′ и. д. / 52.916667° с. ш. 158.5° и. д.) в залива Авача, на източното крайбрежие на п-ов Камчатка;
- полуостров Крашенинников (74°08′ с. ш. 58°24′ и. д. / 74.133333° с. ш. 58.4° и. д.), на източния бряг на Северния остров на Нова земя;
- река Крашенинников (устие, 50°17′ с. ш. 155°20′ и. д. / 50.283333° с. ш. 155.333333° и. д.) на остров Парамушир от Курилските о-ви, вливаща се в залива Крашенинников;

## Трудове
- „Описание земли Камчатки“, 1756, 1949.